# Giovanni Battista Altieri (1673-1740)
Giovanni Battista Altieri (Roma, 3 de agosto de 1673 - Roma, 12 de março de 1740) foi um cardeal italiano do século XVIII.

## Biografia
Nasceu em Roma em 3 de agosto de 1673. Filho de Gaspare Paluzzi Altieri e Laura Altieri. Seu primeiro nome também está listado como Giovanni Battista. Sobrinho-neto do Papa Clemente X. Irmão do cardeal Lorenzo Altieri (1690). Sobrinho do cardeal Paluzzo Paluzzi Altieri degli Albertoni (1664). Tio do cardeal Vincenzo Maria Altieri (1777).
Estudou na Universidade La Sapienza, Roma (doutorado in utroque iure, direito canônico e civil, 22 de março de 1703). Vice-legado em Urbino, 6 de junho de 1702 até 1706. Referendário dos Tribunais da Assinatura Apostólica de Justiça e da Graça, 14 de junho de 1703. Clérigo da Câmara Apostólica, 31 de maio de 1706, por quase vinte anos; mais tarde, seu reitor. Presidente delle Ripe, 1712-1713. Presidente dos Arquivos, janeiro de 1715. Presidente delle Strade, 1717-1724. Recebeu as ordens menores, 6 de junho de 1724.
Eleito arcebispo titular de Tiro, com dispensa por não ter recebido as ordens maiores, em 12 de junho de 1724. Recebeu o subdiaconato em 24 de junho, o diaconato em 30 de junho, e ordenado em 12 de julho de 1724. Consagração episcopal em 16 de julho de 1724, na Capela Paulina do Palácio Apostólico do Quirinale, Roma, pelo Papa Bento XIII, auxiliado por Giovanni Francesco Nicolai, O.F.M.Ref., arcebispo titular de Mira, e por Niccolò Maria Lercari, arcebispo titular de Nazianzo, secretária da SC Consistorial. Na mesma cerimônia foi consagrado Próspero Lorenzo Lambertini, futuro cardeal e Papa Bento XIV.
Criado cardeal sacerdote no consistório de 11 de setembro de 1724. Recebeu dispensa para ter um irmão no Sagrado Colégio dos Cardeais. Recebeu o barrete vermelho e o título de S. Matteo na Via Merulana, em 20 de novembro de 1724. Participou do conclave de 1730, que elegeu o Papa Clemente XII. Camerlengo do Sagrado Colégio dos Cardeais, de 3 de março de 1732 até 19 de janeiro de 1733. Promovido a cardeal-bispo da sé suburbicária de Palestrina, em 26 de janeiro de 1739. Participou do conclave de 1740, que elegeu o Papa Bento XIV; ele morreu durante sua celebração.
Morreu em Roma em 12 de março de 1740, galiardo colpo d'appoplessia mentre si ritrovava allo scrutinio, durante o conclave; ele havia sofrido outra apoplexia três anos antes. Exposto e enterrado na igreja de S. Maria sopra Minerva, Roma, na capela de sua família. Deixou a sua herança à igreja de S. Caterina de' Funari, da qual tinha sido protetor.